# Close House
Close House – wieś w Anglii, w hrabstwie Durham. Leży 15 km na południe od miasta Durham i 363 km na północ od Londynu.